# Michniów

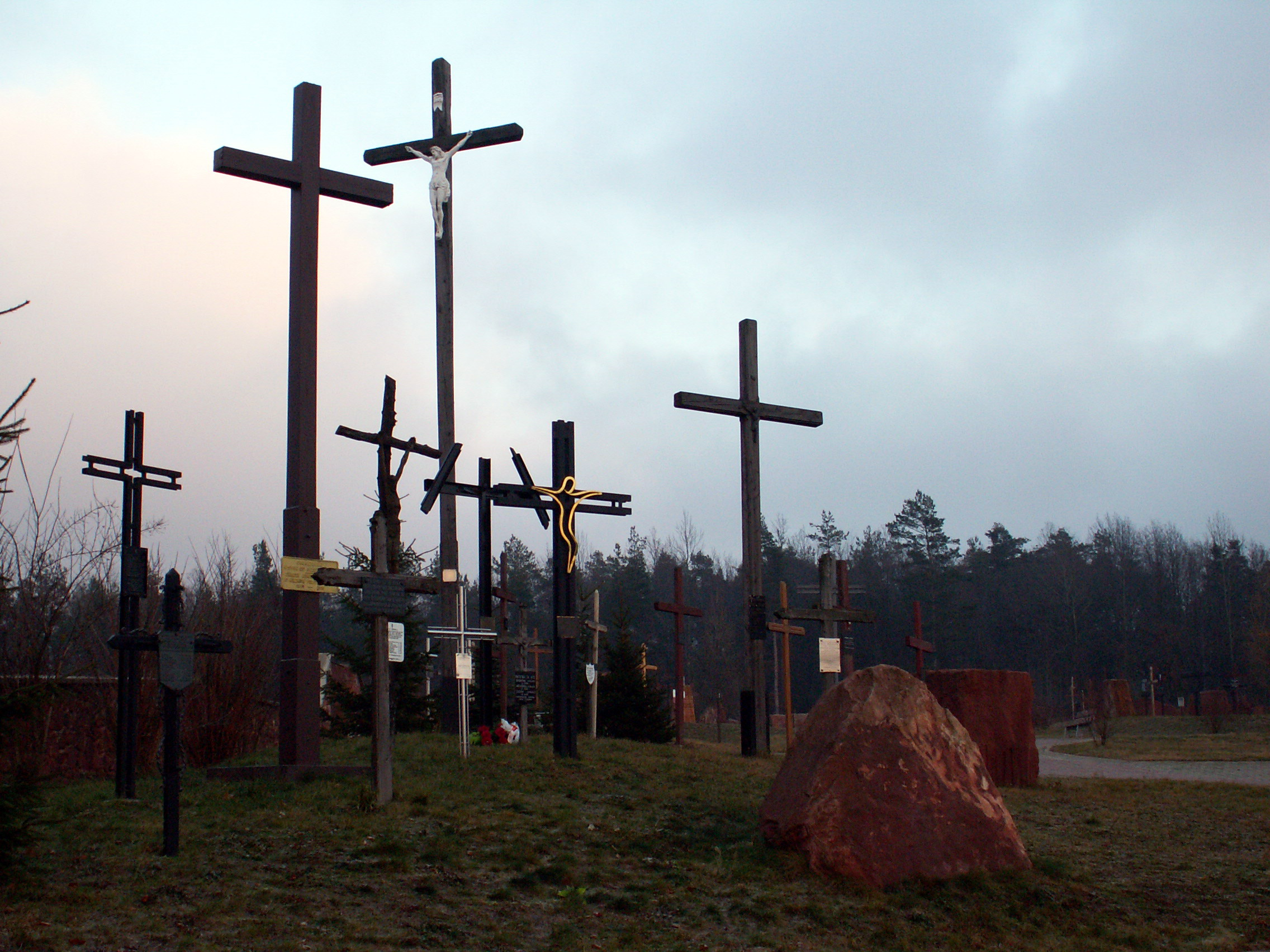
Mauzoleum Męczeńskich Wsi Polskich w Michniowie

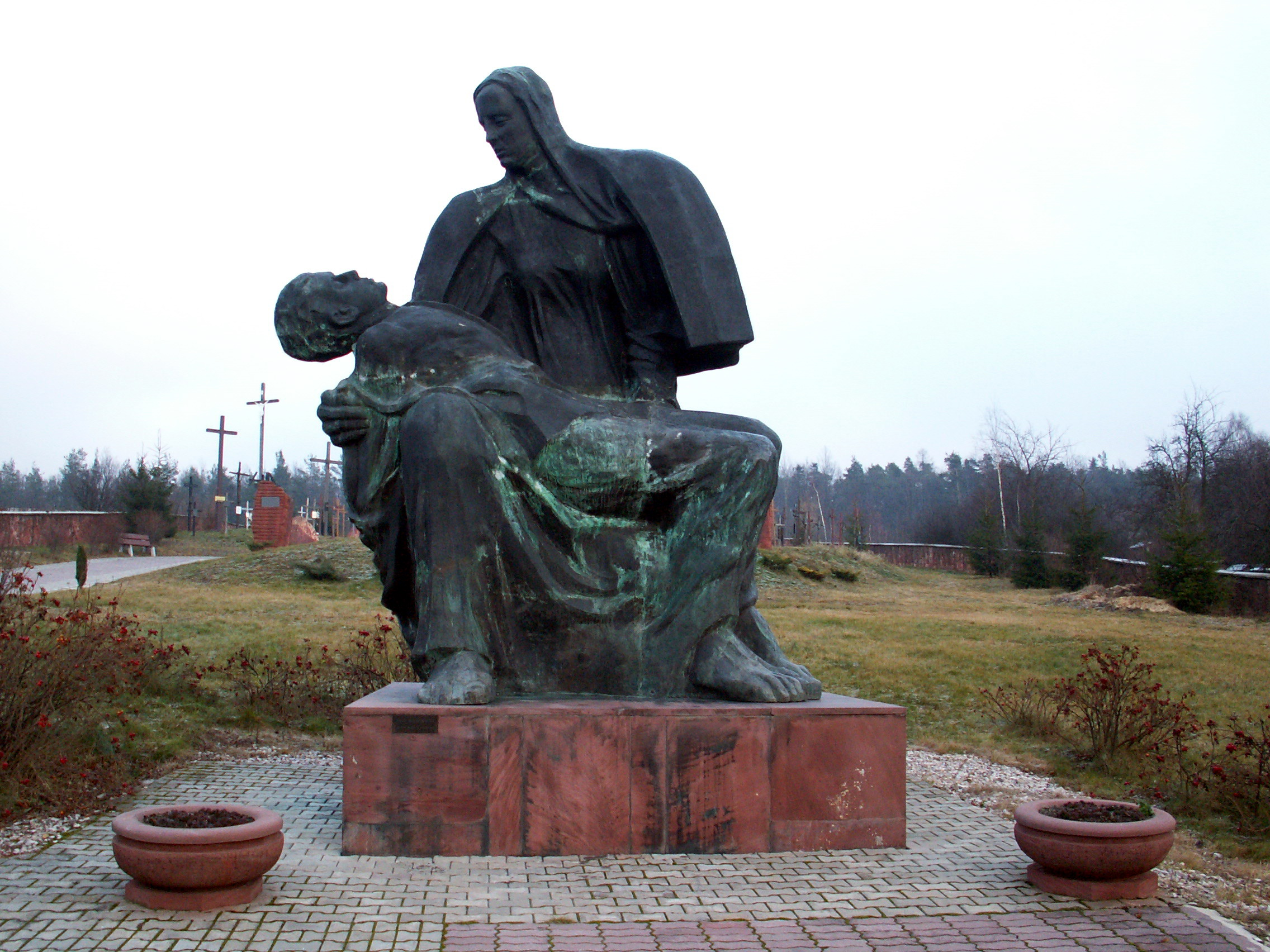
Pietà Michniowska autorstwa Wacława Staweckiego

Michniów – wieś w Polsce położona w województwie świętokrzyskim, w powiecie skarżyskim, w gminie Suchedniów.
| SIMC    | Nazwa        | Rodzaj      |
| ------- | ------------ | ----------- |
| 0997453 | Posada Leśna | osada leśna |

W latach 1975–1998 miejscowość położona była w województwie kieleckim.
Przez miejscowość przebiega droga wojewódzka nr 751 (Ostrowiec Świętokrzyski – Suchedniów).
Przez wieś przechodzi  niebieski szlak turystyczny z Berezowa do Suchedniowa.
W pobliżu znajduje się rezerwat przyrody Kamień Michniowski.

## Historia
W czasie II wojny światowej Michniów był siedzibą sztabu Świętokrzyskich Zgrupowaniań AK dowodzonych przez por. Jana Piwnika ps. „Ponury” (zanim zgrupowanie przeniosło się na Wykus). Wielu mieszkańców wsi bądź było członkami Armii Krajowej, bądź aktywnie współpracowało z partyzantką (np. sklep rodziny Materków był punktem kontaktowym dla oficerów i żołnierzy, którzy dołączali do oddziałów „Ponurego”, a większość dostarczanego partyzantom prowiantu pochodziła właśnie z Michniowa).
Prawdopodobnie w wyniku donosów konfidentów, zwłaszcza ppor. Jerzego Wojnowskiego ps. „Motor”, w dniu 12 lipca 1943 niemiecka ekspedycja karna spacyfikowała wieś. Tego dnia 102 mieszkańców zostało zamordowanych, w większości przez spalenie żywcem w stodołach. 10 Polaków podejrzewanych o współpracę z podziemiem zostało deportowanych do obozów koncentracyjnych (przeżyło troje), a 18 młodych kobiet i dziewcząt wywieziono na roboty przymusowe.
Wieść o akcji pacyfikacyjnej dotarła do „Ponurego” zbyt późno by interweniować. Dowództwo oddziału zdecydowało się więc na akcję odwetową. W nocy z 12 na 13 lipca pod posterunkiem blokowym Podłazie żołnierze AK zatrzymali pociąg pośpieszny relacji Warszawa-Kraków i zastrzelili co najmniej kilkunastu Niemców. Na burtach wagonów partyzanci wyryli napisy „Za Michniów”. Następnego dnia Niemcy ponownie spacyfikowali Michniów, tym razem mordując wszystkich przebywających we wsi Polaków bez względu na wiek i płeć. Łącznie ofiarą masakr dokonanych w dniach 12 i 13 lipca 1943 padło co najmniej 204 mieszkańców Michniowa (tyle nazwisk udało się ustalić historykom). Najmłodsza ofiara – Stefan Dąbrowa – miał 9 dni. Nie jest przy tym wykluczone, że w gronie osób zamordowanych w dniach 12-13 lipca 1943 znalazły się nierozpoznane dotąd osoby, nie będące stałymi mieszkańcami Michniowa. Wieś została doszczętnie spalona (ocalały tylko dwa budynki). Władze okupacyjne zakazały odbudowy wsi i uprawy michniowskich pól . 
Po wojnie wieś odbudowano. Pacyfikacja Michniowa stała się symbolem niemieckich zbrodni popełnionych na wsi polskiej. 22 lipca 1977 Michniów został uhonorowany Krzyżem Grunwaldu III klasy. Obecnie w miejscowości znajduje się Mauzoleum Martyrologii Wsi Polskich, oficjalnie otwarte 12 lipca 2021 roku.